# Дюпина, Глория Викторовна
Глория Викторовна (Викториновна) Дюпина (23 ноября 1929 — 19 января 2018) — советский палеонтолог и палинолог — специалист по палеозойским спорам и пыльце Урала, сотрудник Горно-геологического института Уральского филиала Академии наук СССР, кандидат геолого-минералогических наук (1973).

## Биография
Родилась 23 ноября 1929 года в городе Кушва. Проживала в г. Екатеринбурге.
В 1952 году окончила биологический факультет Уральского государственного университета по специальности «биолог-ботаник».
В 1952—1953 гг. преподавала биологию в средней школе.
В 1954 году как начинающий инженер-палинолог Тюменского геологоразведочного треста проходила стажировку в Горно-геологическом институте Уральского филиала Академии наук СССР, в 1955 году была принята на работу в этот же институт лаборантом, позднее младшим научным сотрудником, с 1980 года — старший научный сотрудник.
В 1973 году защитила кандидатскую диссертацию по теме «Комплексы миоспор верхнего палеозоя западного склона Среднего Урала и их стратиграфическое значение».
В 1986 году вышла на пенсию.
Член Всесоюзного палеонтологического общества с 1955 года. Награждена медалью «Ветеран труда».
Скончалась 19 января 2018 года в Екатеринбурге. Похоронена на Ивановском кладбище.

## Научная деятельность
Научный интерес был связан с палиностратиграфией палеозоя Урала, сначала девона и карбона, затем в основном нижнего отдела пермской системы.
Впервые для науки описала несколько таксонов ископаемых организмов Crucisaccites variosulcatus и Singraulipollenites uralensis. Urmites incrassatus, Polarisaccites tricamarus, Hamiapollenites radiatus, Gemmites, Urmites.

## Труды
Во время трудовой деятельности было опубликовано множество научных работ, среди которых следующие:
1. Дюпина Г. В. Споры и пыльца из фаменских отложений Урала // ДАН СССР. 1961. — Т. 137. — № 1. — С. 139—142.
2. Черняева Л. Е., Черняев А. М., Дюпина Г. В. Находка пермской флоры во внутренней впадине Орского Урала // Бюл. науч.-техн. информации. — М.: Госгеолтехиздат, 1963. — № 5 (49). — С. 20—21.
3. Дюпина Г. В. Нижнепермский спорово-пыльцевой комплекс рек Багаряка и Караболки // Пермские отлож. вост. склона Урала: Сб. по вопросам стратиграфии № 9. — Свердловск: Ин-т геол. и геохим. УФ АН СССР, 1967. — С. 25-39.
4. Чувашов Б. И., Дюпина Г. В. Верхний палеозой района посёлка Бисерти // Верхнепалеозойские терригенные отложения Урала: Сб. по вопросам стратиграфии № 13. — Свердловск: УФ АН СССР, 1970. — С. 3—31 (Тр. Ин-та геол. и геохим. УФ АН СССР. Вып. 88).
5. Дюпина Г. В. Акритархи терригенных отложений нижней перми Среднего Урала // Верхнепалеозойские терригенные отложения Урала. — Свердловск: УФ АН СССР, 1970. — С. 47—60 (Тр. Ин-та геол. и геохим. УФ АН СССР. Вып. 88).
6. Чувашов Б. И., Дюпина Г. В. Верхнепалеозойские терригенные отложения западного склона Среднего Урала. — М.: Наука, 1973. — 208 с.
7. Дюпина Г. В. Комплексы миоспор верхнего палеозоя западного склона Среднего Урала и их стратиграфическое значение. Автореф. дис. … канд. геол.-мин. наук. — Свердловск: Ин-т геол. и геохим. УНЦ АН СССР, 1973. — 25 с.
8. Бурылова Р. В., Дюпина Г. В., Станичникова Г. В. Спорово-пыльцевые комплексы // Палеонтол. атлас каменноугольных отлож. Урала. — М.: Недра, 1975. — С. 213—215; 250—252 (Тр. ВНИГРИ. Вып. 383).
9. Дюпина Г. В. К морфологии и стратиграфическому распространению стриатной пыльцы в пермских отложениях Среднего Урала // Новые миоспоры, фораминиферы, остракоды и конодонты палеозоя и мезозоя Урала: Сб. по вопросам стратиграфии № 24. — Свердловск: УНЦ АН СССР, 1975. — С. 28-55 (Тр. Ин-та геол. и геохим. УФ АН СССР. Вып. 119).
10. Дюпина Г. В. Новые виды акритарх из пермских отложений Урала // Новые миоспоры, фораминиферы, остракоды и конодонты палеозоя и мезозоя Урала: Сб. по вопросам стратиграфии № 24. — Свердловск: УНЦ АН СССР, 1975. — С. 56—61 (Тр. Ин-та геол. и геохим. УФ АН СССР. Вып. 119).
11. Чувашов Б. И., Дюпина Г. В. Фаунистические комплексы и проблема корреляции разнофациальных отложений (на примере ассельского яруса западного склона Среднего Урала) // Биостратиграфия и палеогеография девона и карбона азиатской части СССР. — Новосибирск: Наука, 1978. — С. 124—146 (Тр. Ин-т геол и геохим. СО РАН. Вып. 386).
12. Дюпина Г. В. К палинологической характеристике московского яруса Западного Урала // Опорные разрезы карбона Урала. — Свердловск: Ин-т геол. и геохим. УНЦ АН СССР, 1979. — С. 67-84 (Тр. Ин-та геол. и геохим. УНЦ АН СССР. Вып. 141).
13. Дюпина Г. В. О нижней границе кунгурского яруса в терригенных разрезах Среднего Приуралья (по палинологическим данным) // Ежегод. Ин-та геол. и геохим. УНЦ АН СССР за 1978 г. — Свердловск: Изд-во УНЦ АН СССР, 1979. — С. 18-20.
14. Чувашов Б. И., Дюпина Г. В. Стратиграфия и фации верхнего карбона западного склона Среднего Урала // Региональная биостратиграфия карбона современных континентов: Тр. VIII Междунар. конгр. по страт, и геол. карбона. — М.: Наука, 1979. — Т. 2. — С. 257—262.
15. Дюпина Г. В. Палинологическая характеристика пограничных артинско-кунгурских отложений в Среднем Приуралье // Биостратиграфия артинского и кунгурского ярусов Урала. — Свердловск: Ин-т геол и геохим. УНЦ АН СССР, 1980. — С. 118—135.
16. Дюпина Г. В. Некоторые вопросы номенклатуры пыльцы рода Ginkgocycadophytus Samoilovitch и её роль при стратиграфии отложений перми // Микрофоссилии полярных областей и их стратиграфическое значение. — Д., 1982. — С. 96—114.
17. Дюпина Г. В. Соотношение фаунистических зон и палинокомплексов в нижнепермских отложениях Среднего и Южного Урала // Стратиграфия и корреляция осадков методами палинологии. — Свердловск: УНЦ АН СССР, 1983. — С. 62-69.
18. Дюпина Г. В. Корреляция кунгурских отложений Среднего Приуралья по палинологическим данным. — Свердловск: УНЦ АН СССР, 1984. — 58 с. Препринт.
19. Фаддеева И. З. и др. Комплексы миоспор пограничных слоев карбона и перми на территории СССР // Верхний карбон СССР. — М.: Наука, 1984. — С. 95—98 (Тр. МСК АН СССР. Т. 13).
20. Дюпина Г. В. К методике детального расчленения и корреляции разрезов по палинологическим данным (на примере кунгурских отложений Среднего Приуралья) // Биостратиграфия и литология верхнего палеозоя Урала. — Свердловск: Ин-т геол. и геохим. УрО РАН, 1988. — С. 85-106.
21. Чувашов Б. И. и др. Опорные разрезы верхнего карбона и нижней перми западного склона Урала и Приуралья. — Свердловск: Ин-т геол. и геохим. УрО РАН, 1990. — 386 с.